# Love Songs: A Compilation… Old and New
Love Songs: A Compilation… Old and New — двойной альбом-сборник британского певца и композитора Фила Коллинза, выпущен 1 ноября 2004 года, спустя всего несколько месяцев после выхода тройного бокс-сета The Platinum Collection.

## Об альбоме
Love Songs: A Compilation… Old and New — главным образом альбом-сборник лучших романтических поп-баллад Фила Коллинза, но не совсем обычный сборник. Как отмечено в обзоре Allmusic, он содержит «несколько новых песен, редкости, и концертные записи… альтернативные версии композиций… и репетиционные версии», то есть, альбом содержит такой музыкальный материал, который обычно не включается в состав альбома-сборника.

## Список композиций
CD 1
1. «Tearing and Breaking» (слова: John Martyn and Phil Collins, музыка: John Martyn) — 5:32
  - Прежде не издававшаяся новая песня, взятая с промосингла, выпущенного для радиостанций.
2. «Do You Remember?» — 4:36
  - Из альбома …But Seriously.
3. «One More Night» — 4:49
  - Из альбома No Jacket Required, сингл № 1 в США в 1985 году.
4. «Against All Odds (Take a Look at Me Now)» — 3:28
  - Из Саундтрека фильма Against All Odds, сингл № 1 в США в 1984 году.
5. «Can’t Turn Back the Years» — 4:38
  - Из альбома Both Sides
6. «Groovy Kind of Love» — 3:29
  - Из Саундтрека фильма Бастер, сингл № 1 в США в 1988 году.
7. «Everyday» — 5:42
  - Из альбома Both Sides.
8. «Don't Let Him Steal Your Heart Away» — 4:46
  - Из альбома Hello, I Must Be Going!.
9. «Please Come Out Tonight» — 5:47
  - Из альбома Both Sides.
10. «This Must Be Love» — 3:56
  - Из альбома Face Value. Данная версия, в отличие от оригинальной, содержит более длинное затухание звука в конце.
11. «It’s in Your Eyes» — 3:03
  - Из альбома Dance Into the Light. Данная версия, в отличие от оригинальной, имеет более высокий темп.
12. «Can't Stop Loving You» — 4:18
  - Из альбома Testify.

CD 2
1. «Testify» — 6:31
  - Из альбома Testify.
2. «True Colors» (Rehearsal) — 5:32
  - Прежде не издававшаяся репетиционная кавер-версия одноимённой композиции Синди Лопер. Студийная версия была выпущена Филом Коллинзом на сингле в 1998 году. Также, она вошла в сборник …Hits.
3. «You’ll Be in My Heart» — 4:17
  - Из саундтрека к мультфильму Тарзан. Впервые издана на альбоме Фила Коллинза.
4. «If Leaving Me Is Easy» — 4:55
  - Из альбома Face Value.
5. «I’ve Been Trying» — 5:00
  - Из альбома A Tribute to Curtis Mayfield (1994 год). Впервые издана на альбоме Фила Коллинза.
6. «I’ve Forgotten Everything» — 5:15
  - Из альбома Both Sides. Данная версия, в отличие от оригинальной, имеет более высокий темп.
7. «Somewhere» — 4:01
  - Из альбома The Songs of West Side Story (1996 год). Впервые издана на альбоме Фила Коллинза. Здесь — сокращенная «радио-версия» оригинала, хронометраж которого составляет 5:37.
8. «The Least You Can Do» — 5:22
  - Из альбома Testify. Версия отличается от оригинальной.
9. «Two Hearts» — 3:24
  - Из Саундтрека фильма Бастер, сингл № 1 в США в 1989 году.
10. «Separate Lives» (Live) — 5:18
  - Концертная запись одноимённой композиции — хита № 1 года в США (1985 год), записанная дуэтом с Бриджит Брайант (Bridgette Bryant). Взята из альбома Serious Hits… Live!.
11. «My Girl» (Live) — 3:49
  - Концертная запись кавер-версии одноимённой песни, прежде изданной ограниченным тиражом на EP-сингле Live from the Board (1998). Впервые издана на альбоме Фила Коллинза.
12. «Always» (Live) — 4:37
  - Концертная запись кавер-версии песни Ирвинга Берлина. Прежде была издана только как B-side на сингле Both Sides of the Story 1993 года.previously available only as the B-side of the «Both Sides of the Story» single in 1993. Впервые издана на альбоме Фила Коллинза.
13. «The Way You Look Tonight» (Live) — 4:04
  - Концертная запись кавер-версии из Great American Songbook. Впервые издана на альбоме Фила Коллинза.